# Ferenc Hegedűs
Ferenc Hegedűs, född den 14 september 1959 i Tarján i Ungern, är en ungersk fäktare som tog OS-silver i herrarnas lagtävling i värja i samband med de olympiska fäktningstävlingarna 1992 i Barcelona.